# Cushmanidea variopunctata
Cushmanidea variopunctata is een mosselkreeftjessoort uit de familie van de Cushmanideidae. De wetenschappelijke naam van de soort is voor het eerst geldig gepubliceerd in 1998 door Whatley, Moguilevsky, Chadwick, Toy & Ramos.